# Luca Ravanelli
Luca Ravanelli (Trento, 6 gennaio 1997) è un calciatore italiano, difensore del Monza.

## Caratteristiche tecniche
È un difensore centrale, che si dimostra abile nel gioco aereo e caparbio in marcatura.

## Carriera
Inizia a giocare a calcio nei settori giovanili del Calisio Calcio e nel 2013 si trasferisce al Mezzocorona, dove resta fino al 2015. Da qui passa alle giovanili di Parma e Sassuolo con cui vince un Torneo di Viareggio. Il 14 luglio 2017 passa a titolo temporaneo al Padova, con cui inizia la carriera professionistica. Con la squadra veneta conquista la promozione in Serie B, imponendosi come titolare nel ruolo dal mese di dicembre e vince la Supercoppa di Lega; il prestito viene poi confermato per un'altra stagione. Il 26 agosto 2018, all'esordio nella serie cadetta, segna il gol del pareggio esterno ottenuto contro il Verona; in seguito una frattura al piede destro lo costringe a saltare gran parte del campionato.
Il 9 luglio 2019 si trasferisce in prestito alla Cremonese, in Serie B; il 1º settembre 2020 il prestito viene esteso per un'altra stagione. Il 7 luglio 2021 viene acquistato a titolo definitivo dal club lombardo. Nel campionato 2021-22, in cui Ravanelli totalizza 10 presenze, la Cremonese si classifica al secondo posto venendo promossa in Serie A.
Il 26 agosto 2022 si trasferisce in prestito al Frosinone, con cui, da titolare, conquista la vittoria del campionato di Serie B e la conseguente promozione nella massima serie; a fine stagione fa rientro alla Cremonese, nel frattempo retrocessa in Serie B.
L'11 agosto 2025 viene acquistato dal Monza.

## Statistiche

### Presenze e reti nei club
Statistiche aggiornate al 6 ottobre 2024.
| Stagione         | Squadra          | Campionato       | Campionato | Campionato | Coppe nazionali | Coppe nazionali | Coppe nazionali | Coppe continentali | Coppe continentali | Coppe continentali | Altre coppe | Altre coppe | Altre coppe | Totale | Totale |
| Stagione         | Squadra          | Comp             | Pres       | Reti       | Comp            | Pres            | Reti            | Comp               | Pres               | Reti               | Comp        | Pres        | Reti        | Pres   | Reti   |
| ---------------- | ---------------- | ---------------- | ---------- | ---------- | --------------- | --------------- | --------------- | ------------------ | ------------------ | ------------------ | ----------- | ----------- | ----------- | ------ | ------ |
| 2017-2018        | Padova           | C                | 17         | 1          | CI+CI-C         | 1+0             | 0               | -                  | -                  | -                  | SC          | 2           | 1           | 20     | 1      |
| 2018-2019        | Padova           | B                | 16         | 2          | CI              | 2               | 0               | -                  | -                  | -                  | -           | -           | -           | 18     | 2      |
| Totale Padova    | Totale Padova    | Totale Padova    | 33         | 3          |                 | 3               | 0               |                    | -                  | -                  |             | 2           | 1           | 38     | 3      |
| 2019-2020        | Cremonese        | B                | 30         | 1          | CI              | 2               | 0               | -                  | -                  | -                  | -           | -           | -           | 32     | 1      |
| 2020-2021        | Cremonese        | B                | 20         | 0          | CI              | 0               | 0               | -                  | -                  | -                  | -           | -           | -           | 20     | 0      |
| 2021-2022        | Cremonese        | B                | 18         | 0          | CI              | 1               | 0               | -                  | -                  | -                  | -           | -           | -           | 19     | 0      |
| 2022-2023        | Frosinone        | B                | 24         | 0          | CI              | -               | -               | -                  | -                  | -                  | -           | -           | -           | 24     | 0      |
| 2023-2024        | Cremonese        | B                | 15         | 3          | CI              | 3               | 0               | -                  | -                  | -                  | -           | -           | -           | 18     | 3      |
| 2024-2025        | Cremonese        | B                | 3          | 0          | CI              | 1               | 0               | -                  | -                  | -                  | -           | -           | -           | 4      | 0      |
| Totale Cremonese | Totale Cremonese | Totale Cremonese | 86         | 4          |                 | 7               | 0               |                    | -                  | -                  |             | -           | -           | 93     | 4      |
| 2025-2026        | Monza            | B                | -          | -          | CI              | -               | -               | -                  | -                  | -                  | -           | -           | -           | -      | -      |
| Totale carriera  | Totale carriera  | Totale carriera  | 143        | 7          |                 | 10              | 0               |                    | -                  | -                  | -           | 2           | 1           | 155    | 7      |

## Palmarès

### Club

#### Competizioni giovanili
- Torneo di Viareggio: 1

Sassuolo: 2017

#### Competizioni nazionali
- Serie C: 1

Padova: 2017-2018 (girone B)
- Supercoppa di Serie C: 1

Padova: 2018
- Campionato italiano di Serie B: 2

Cremonese: 2021-2022
Frosinone: 2022-2023